# General de Tropas Acorazadas
General der Panzertruppe (General de las Tropas Acorazadas) fue un rango de general del ejército alemán introducido para el Heer en 1935. Lo mismo que el comandante del Cuerpo Panzer equivale al Teniente General del Ejército de los Estados Unidos. Con la creación de las Bundeswehr (Fuerzas Armadas Federales) en 1955, los rangos de general fueron modificados, asemejándolos a la estructura del Ejército de los Estados Unidos, en tal caso un general ocupa una posición de Mando de un ejército, el cual se encontraba antiguamente en manos de un (coronel general) Generaloberst.
El rango era equivalente en función de la especialidad del general a los tradicionales General der Kavallerie, General der Artillerie y General der Infanterie. El Heer también introdujo el rango de General der Gebirgstruppen (tropas de montaña), General der Pioniere (ingenieros), General der Fallschirmtruppen (paracaidistas), General der Flieger (aviación) y General der Nachrichtentruppen (comunicaciones). 

## Lista
Los siguientes oficiales tuvieron el rango de General der Panzertruppe:
| - Hans-Jürgen von Arnim (1889-1962): ascendido a Generaloberst el 4 de diciembre de 1942. - Hermann Balck (1893-1982) - Erich Brandenberger (1882-1955) - Hermann Breith (1892-1964) - Hans Cramer (1896-1968) - Ludwig Crüwell (1892-1958) - Karl Decker (1897-1945) (se suicidó) - Heinrich Eberbach (1895-1992) - Maximilian Reichsfreiherr von Edelsheim (1897-1994) - Hans-Karl Freiherr von Esebeck (1892-1955) - Gustav Fehn (1892-1945): ejecutado por partisanos. - Ernst Feßmann (1881-1962) - Wolfgang Fischer (1888-1943) - Walter Fries (1894-1982) - Hans Freiherr von Funck (1891-1979) - Leo Geyr von Schweppenburg (1886-1974) - Fritz-Hubert Graeser (1888-1960) - Heinz Wilhelm Guderian (1888-1954): ascendido a Generaloberst en 1941. - Josef Harpe (1887-1986): ascendido a Generaloberst el 20 de mayo de 1944 - Sigfrid Henrici (1889-1964) - Traugott Herr (1890-1976) - Alfred Ritter von Hubicki (1887-1971) - Hans-Valentin Hube (1890-1944): ascendido a Generaloberst el 20 de abril de 1944, muerto en accidente aéreo el 21 de abril de 1944. - Georg Jauer (1896-1971) - Werner Kempf (1886-1964) - Mortimer von Kessel (1893-1981) - Friedrich Kirchner (1885-1960) - Ulrich Kleemann (1892-1963) - Otto von Knobelsdorff (1886-1966) - Walter Krüger (1892-1973) - Friedrich Kühn (1889-1944) | - Adolf-Friedrich Kuntzen (1889-1964) - Willibald Freiherr von Langermann und Erlencamp (1890-1942) - Joachim Lemelsen (1888-1954) - Heinrich Freiherr von Lüttwitz (1896-1969) - Smilo Freiherr von Lüttwitz (1895-1975) - Oswald Lutz (1876-1944) - Hasso von Manteuffel (1897-1978) - Karl Mauss (1898-1959) - Walter Model (1891-1945): ascendido a Generaloberst el 28 de febrero de 1942, Generalfeldmarschall 1 de marzo de 1944. - Walther Nehring (1892-1983) - Friedrich Paulus (1890-1957): ascendido a Generaloberst en 1941 y Generalfeldmarschall en 1943. - Georg-Hans Reinhardt (1887-1963): ascendido a Generaloberst el 1 de enero de 1942. - Erwin Rommel (1891-1944): ascendido a Generaloberst el 24 de enero de 1942, y Generalfeldmarschall el 20 de junio de 1942. - Hans Röttiger (1896-1960) - Dietrich von Saucken (1892-1980) - Ferdinand Schaal (1889-1962) - Rudolf Schmidt (1886-1957): ascendido a Generaloberst el 1 de enero de 1942. - Gerhard von Schwerin (1899-1980) - Fridolin von Senger und Etterlin (1891-1963) - Georg Stumme (1886-1942) - Horst Stumpff (1887-1958) - Wilhelm Ritter von Thoma (1891-1948) - Gustav von Vaerst (1894-1975) - Rudolf Veiel (1883-1956) - Heinrich von Vietinghoff (1887-1952): ascendido a Generaloberst el 1 de septiembre de 1943. - Nikolaus von Vormann (1895-1959) - Walther Wenck (1900-1982) |

## Galería

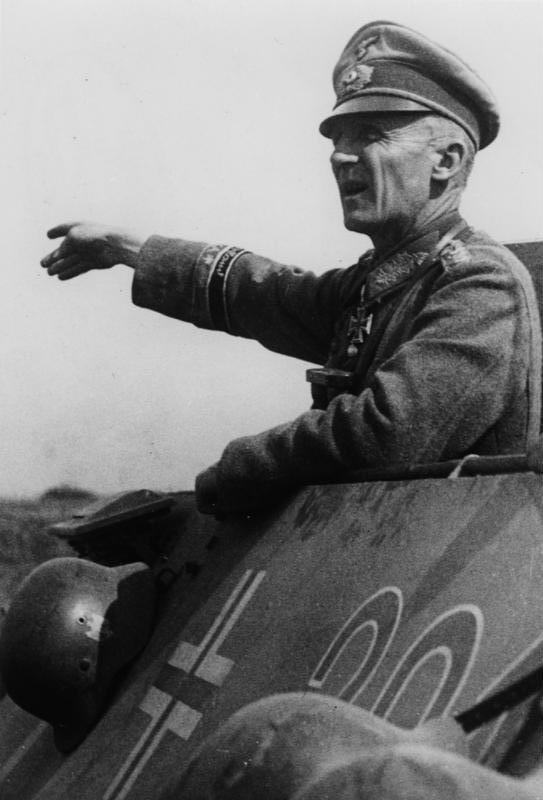
General der Panzertruppe Hasso von Manteuffel en 1944.
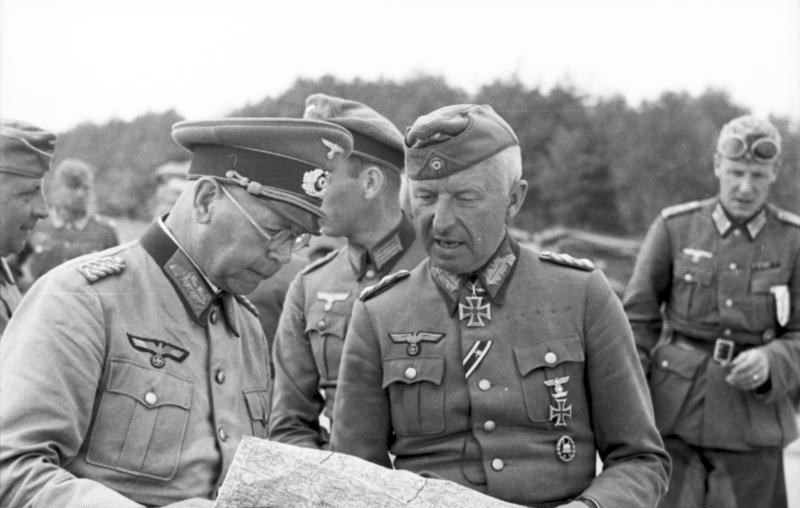
General der Panzertruppe Erich Brandenberger (izquierda).
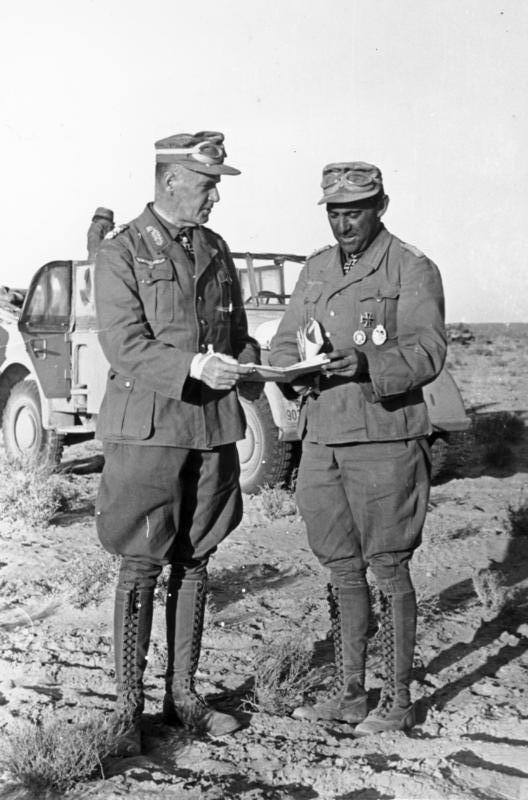
General der Panzertruppe Ludwig Crüwell (izquierda) en el Norte de África en 1942.